# Daviesia purpurascens
Daviesia purpurascens är en ärtväxtart som beskrevs av Michael Douglas Crisp. Daviesia purpurascens ingår i släktet Daviesia, och familjen ärtväxter. Inga underarter finns listade i Catalogue of Life.